# 이세계 마왕과 소환 소녀의 노예 마술
이세계 마왕과 소환 소녀의 노예 마술(異世界魔王と召喚少女の奴隷魔術)는 무라사키 유키야(작가), 츠루사키 타카히로(일러스트)가 원작한 일본의 라이트 노벨 소설 작품이다. 코단샤 라노벨에서 2017년 9월부터 간행했다.

## 줄거리
「크로스 레버리」라고 하는 MMORPG에서 마왕이라고 두려워하고 있던 플레이어 디아블로 사카모토 타쿠마는 어느 날, 잠에서 깨면 낯선 장소에 있어, 눈앞에 있던 2명의 소녀에게 소환수로 소환된다. 그리고 예종 의식으로 두 사람의 키스를 받지만 게임 내에서 소지하고 있던 마왕의 반지의 효과로 인해 그 효과가 반사돼 거꾸로 두 사람을 거느리게 된다. 절망적으로 커뮤니케이션에 약한 타쿠마는 MMORPG에서 행동하던 마왕의 언동을 구사하면서 마왕 디아블로로서 다른 세계에서의 생활을 보내게 된다.